# بروس مايلز
بروس مايلز (بالإنجليزية: Bruce Myles)‏ هو مخرج أسترالي، ولد في 29 نوفمبر 1940 في سيدني في أستراليا.

## وصلات خارجية
- بروس مايلز على موقع IMDb (الإنجليزية)
- بروس مايلز على موقع ألو سيني (الفرنسية)
- بروس مايلز على موقع أول موفي (الإنجليزية)
- بروس مايلز على موقع قاعدة بيانات الأفلام السويدية (السويدية)
- بروس مايلز على موقع قاعدة بيانات الفيلم (الإنجليزية)
- بروس مايلز على موقع كينوبويسك (الروسية)